# Белеурешть
Белеурешть (рум. Bălăurești) — село у Ніспоренському районі Молдови. Утворює окрему комуну.

## Населення
За даними перепису населення 2004 року у селі проживали 2517 осіб.
Національний склад населення села:
| Національність       | Кількість осіб | Відсоток   |
| -------------------- | -------------- | ---------- |
| молдавани румуни     | 2495 10        | 99,1% 0,4% |
| росіяни              | 8              | 0,3%       |
| українці             | 1              | < 0,1%     |
| цигани               | 1              | < 0,1%     |
| інша / без відповіді | 2              | 0,1%       |
| Всього               | 2517           | 100%       |